# باشگاه دو و میدانی استقلال تهران
باشگاه دو و میدانی استقلال تهران یک باشگاه ورزش دو و میدانی ایرانی است که در شهر تهران فعالیت می‌کند و در حال حاضر در مسابقات قهرمانی دو و میدانی باشگاه‌های ایران حاضر است. هادی سپهرزاد مربی کنونی این باشگاه است.

## پیشینه
سازمان فرهنگی ورزشی تاج تا پیش از انقلاب ۱۳۵۷ ایران در ۱۹ رشته ورزشی مختلف فعال بود که دو و میدانی نیز یکی از آنان بود. با پیروزی انقلاب و سازمان فرهنگی ورزشی تاج و املاک و دارایی‌هایش مصادره و به سازمان تربیت بدنی واگذار شدند. باشگاه دو و میدانی تاج تهران نیز تعطیل شد اما در سال ۱۳۹۷ و پس از حدود ۴۰ سال عدم فعالیت شرکت فرهنگی ورزشی استقلال ایران (نام نوین تاج پس از انقلاب) دوباره به تیم‌داری در رشته دو و میدانی روی آورد و این تیم برای نخستین بار پس از انقلاب در بالاترین سطح مسابقات دو و میدانی باشگاهی ایران شرکت کرد.

## افتخارات
- قهرمانی باشگاه‌های ایران
  - نایب قهرمانی ۱ بار: قهرمانی باشگاه‌های ایران ۱۳۹۷[۴]